# El Colón, Guanajuato
El Colón är en ort i Mexiko.   Den ligger i kommunen Silao de la Victoria och delstaten Guanajuato, i den centrala delen av landet, 290 km nordväst om huvudstaden Mexico City. El Colón ligger 1 751 meter över havet och antalet invånare är 150.
Terrängen runt El Colón är en högslätt. Runt El Colón är det ganska tätbefolkat, med 207 invånare per kvadratkilometer. Närmaste större samhälle är Silao, 9,5 km norr om El Colón. Trakten runt El Colón består till största delen av jordbruksmark.